# Betriebshof Moabit

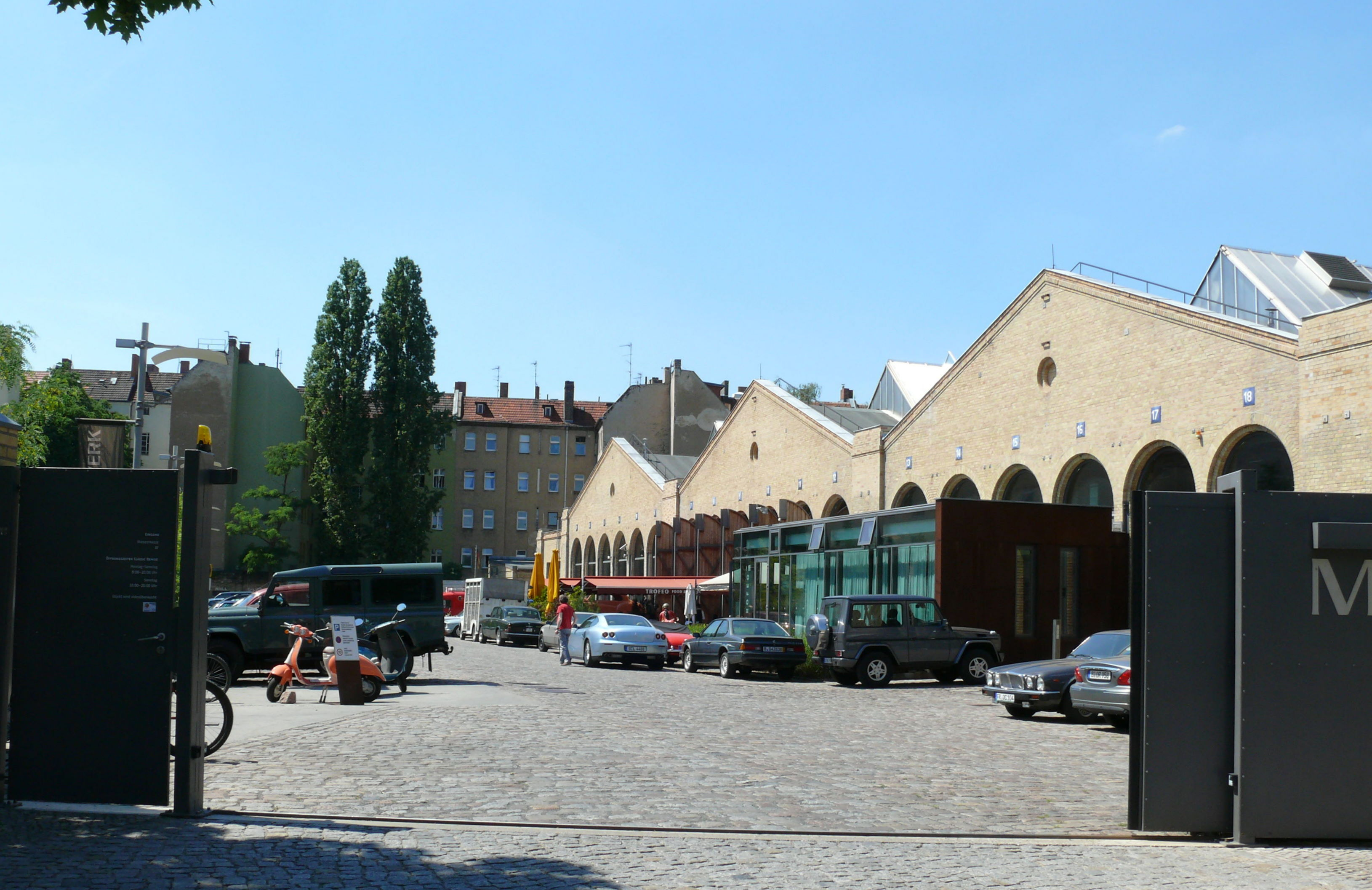
Zufahrt des ehemaligen Betriebshofs, 2011

Tw 3715 mit Bw 857^{II} und 861^{II} vor den Wagenhallen, 1965

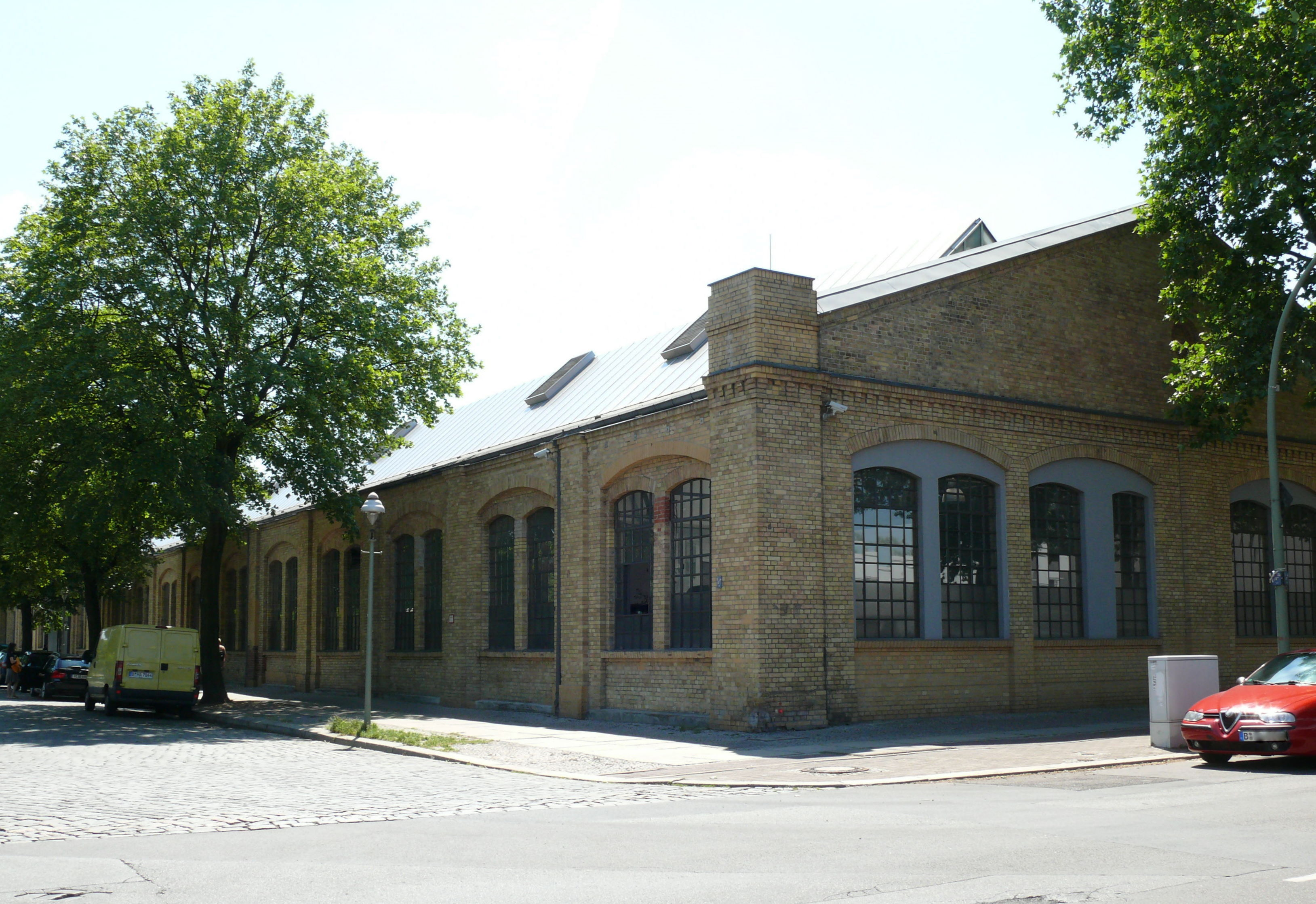
Rückansicht, 2011

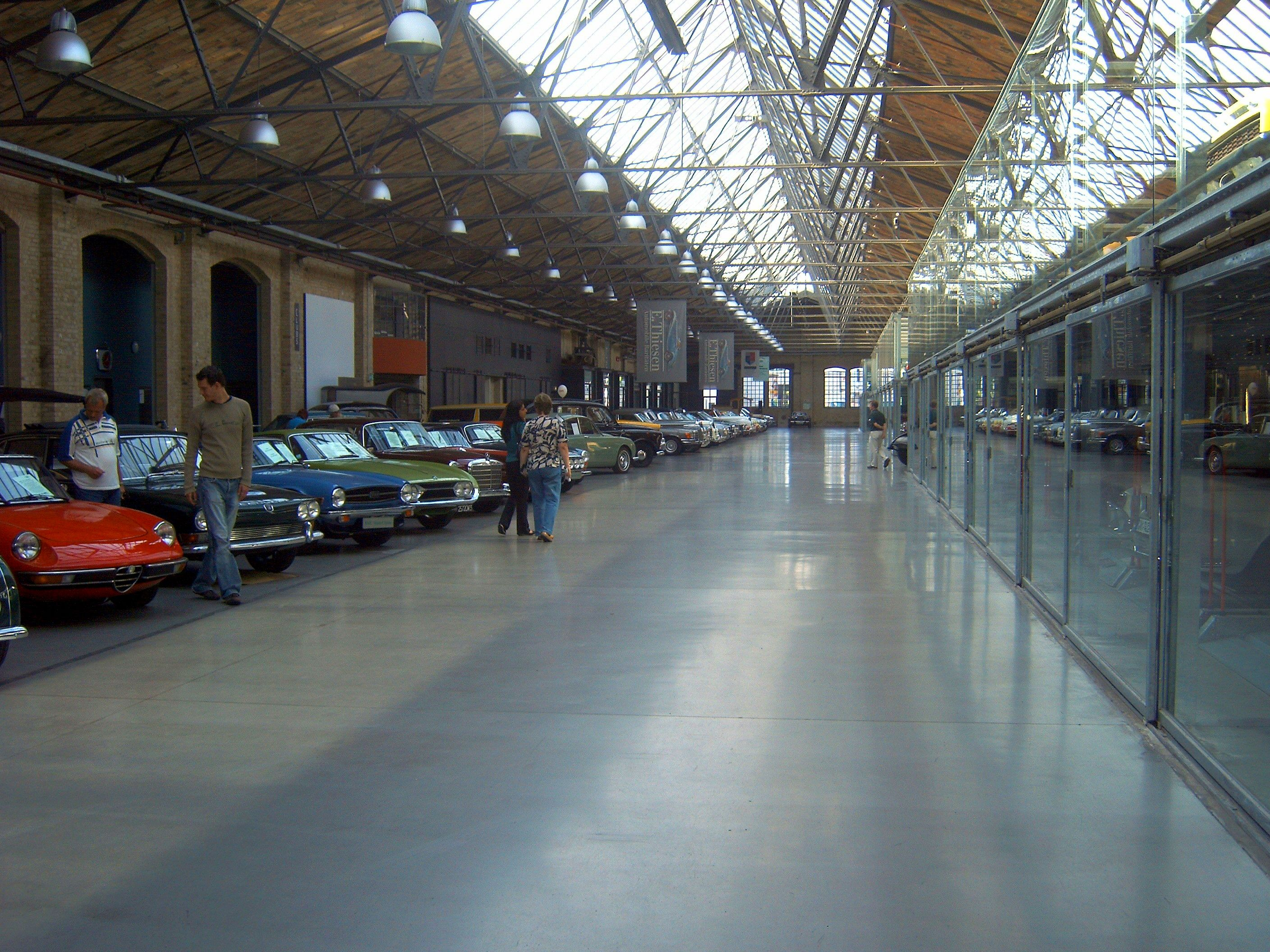
Innenraum, 2007

Der Betriebshof Moabit ist ein ehemaliger Straßenbahnhof der Berliner Straßenbahn. Er wurde 1901 als Bahnhof XII der Großen Berliner Straßenbahn (GBS) in Betrieb genommen und 1964 durch die Berliner Verkehrsbetriebe geschlossen. Die so genannten Wiebehallen dienten danach als Lagerräume der BVG sowie der BEHALA. 2002 verkaufte das Land Berlin die Hallen an eine private Investorengruppe. 2003 wurde in den Hallen das Meilenwerk Berlin eröffnet, welches seit 2010 unter dem Namen Classic Remise Berlin auftritt.

## Lage und Aufbau
Das ehemalige Betriebshofgelände umfasst die Adressen Wiebestraße 29–39 und Sickingenstraße 59–61 im Berliner Ortsteil Moabit. Es hat eine Fläche von etwa 20.400 Quadratmetern, von denen die Wagenhalle im Norden rund 12.200 Quadratmeter beansprucht. Im südlichen Teil, dem ehemaligen Gleisvorfeld, befinden sich eine Kita mit Spielplatz sowie ein dreigeschossiges Wohnhaus. Das Haus diente seinerzeit auch als Verwaltung des Hofs. Es ist im historisierenden Backsteinstil gehalten und repräsentiert so den Eröffnungszustand.
Die Wagenhalle weist vier Hallenschiffe mit jeweils sechs Korbbogentoren auf. Zur Beleuchtung dienen vier Oberlichtraupen, die sich über die gesamte Hallenlänge hinziehen und von Eisenfachwerkbindern getragen werden. Der Entwurf geht auf den technischen Leiter der GBS Joseph Fischer-Dick zurück. Die Fassade wies ursprünglich gotisierenden Dekor wie Zinnen und Rundbogenfriese auf. 1926 wurde die Halle nach Plänen von Jean Krämer umgebaut und dabei in ihrer Gestaltung wesentlich vereinfacht. Neben dem entfernten Dekor wurden die vorgeblendeten Knickgiebel zu einfachen Dreiecksflächen reduziert, die Okuli blieben erhalten.
Bei der jüngsten Umgestaltung in den Jahren 2002/03 wurden die Hallen denkmalgerecht saniert und neue Einbauten eingefügt, die sich von der bisherigen Bausubstanz abheben. Die vier Hallen wurden hinsichtlich der Nutzung neu unterteilt. Im östlichen Hallenschiff sind Werkstätten untergebracht, im westlichen befinden sich die teils doppelgeschossigen Einstellboxen und Flächen für Automobil- und Motorradhändler sowie diverse Diensträume. In den beiden zentralen Hallen befinden sich weitere Einstellboxen, der Event- und Gastronomiebereich, Serviceräume und Läden für Besucher.
Die Gesamtanlage bestehend aus den Hallen und Nebengebäuden sowie dem ehemaligen Verwaltungsgebäude steht unter Denkmalschutz. Anlässlich der Sanierung wurde es im Jahr 2004 zusätzlich mit der Ferdinand-von-Quast-Medaille des Landes Berlin ausgezeichnet.

## Geschichte
Der Betriebshof wurde anlässlich der Elektrifizierung der GBS-Netzes zusammen mit sieben weiteren Höfen um die Jahrhundertwende errichtet. Nach zweijähriger Bauzeit konnte der Hof am 1. März 1901 eröffnet werden. Mit einer Kapazität von 325 Wagen auf 24 Hallengleisen war er bei seiner Inbetriebnahme der größte Straßenbahnhof Europas. Zeitweise versahen über tausend Beschäftigte ihren Dienst auf dem Hof, der bis zu zehn Linien beheimatete. Zu den Stammlinien der 1920er und 1930er Jahren gehören auch die Ringlinien 3 (Großer Ring), 4 (Ost-West-Ring) und 8 (Nordring). Letztere fahren, unter anderer Nummer und auf einer verkürzten Strecke, nach wie vor. Um 1935 erhielt der Hof das betriebsinterne Kürzel Moa.
Am 1. August 1964 schloss die BVG den Betriebshof. Er diente danach zunächst als Bahnmeisterei sowie als Abstellfläche für die nicht mehr benötigten Triebwagen des Typs TF 50, die hier auch verschrottet wurden. Ein Teil der Hallen wurde von der BEHALA als Lagerfläche genutzt. Anfang der 1990er Jahre nutzten zunächst verschiedene Künstler die Hallen, bevor diese im Jahr 1996 wegen Baumängeln gesperrt werden mussten.
2002 erwarb eine GbR aus drei privaten Investoren die Hallen vom Land Berlin. Diese wurden daraufhin denkmalgerecht saniert und nach Plänen des Hamburger Architektenbüros Dinse, Feest und Zurl umgestaltet. 2003 wurde in ihnen das Meilenwerk, ein Dienstleistungszentrum für Oldtimer, eröffnet. In den Hallen befinden sich seitdem Werkstätten und Serviceeinrichtungen für die Fahrzeuge, ferner sind Händler und Fahrzeugclubs anzutreffen. Privatpersonen können ihre Fahrzeuge in 88 gläsernen Einstellboxen den Besuchern präsentieren. Darüber hinaus besteht ein Event- und Gastronomiebereich für diverse Veranstaltungen. Laut Eigentümer finden jährlich etwa 200 Veranstaltungen verschiedener Art statt. 2010 benannten die Betreiber der Standorte in Berlin und Düsseldorf in Classic Remise um.